# Brian Gottfried
Brian Gottfried (* 27. Februar 1952 in Baltimore, Maryland) ist ein ehemaliger US-amerikanischer Tennisspieler.

## Karriere
Gottfried war im Einzel und Doppel in den 1970er und 1980er Jahren Teil der erweiterten Weltspitze und erreichte jeweils einen Platz in der Top 3 der Weltrangliste.
Seine größten Titel feierte er aber vor allem im Doppel an der Seite von Raúl Ramírez mit dem Sieg von drei Grand-Slam-Turnieren. Insgesamt konnte er 54 Doppelturniere gewinnen und war weitere 41 Mal in einem Endspiel. Im Einzel gewann er 25 Turniere. Auf allen Belägen (Sand, Teppich, Hartplatz und Rasen) gewann er im Einzel und Doppel mindestens einen Titel.
Im Davis Cup wies er eine Einzelbilanz von 6:7 und einer Doppelbilanz von 1:0 auf.

## Erfolge
| Legende                        |
| Grand Slam (3)                 |
| Masters/WCT World Doubles (2)  |
| Grand Prix (58)                |
| World Championship Tennis (16) |

| Titel nach Belag |
| Hartplatz (29)   |
| Sand (22)        |
| Rasen (4)        |
| Teppich (24)     |

### Einzel

#### Turniersiege
| Nr. | Datum              | Turnier        | Belag         | Finalgegner     | Ergebnis           |
| --- | ------------------ | -------------- | ------------- | --------------- | ------------------ |
| 1.  | 23. April 1973     | Johannesburg   | Hartplatz     | Jaime Fillol    | kampflos           |
| 2.  | 20. Mai 1973       | Las Vegas      | Hartplatz     | Arthur Ashe     | 6:1, 6:3           |
| 3.  | 3. November 1974   | Paris (1)      | Hartplatz (i) | Eddie Dibbs     | 6:3, 5:7, 8:6, 6:0 |
| 4.  | 19. Januar 1975    | Baltimore (1)  | Teppich       | Allan Stone     | 3:6, 6:2, 6:3      |
| 5.  | 2. Februar 1975    | Dayton (1)     | Teppich       | Geoff Masters   | 6:4, 4:6, 6:4      |
| 6.  | 12. Oktober 1975   | Melbourne      | Rasen         | Harold Solomon  | 6:2, 7:6, 6:1      |
| 7.  | 27. September 1976 | Los Angeles    | Teppich       | Arthur Ashe     | 6:2, 6:2           |
| 8.  | 23. Januar 1977    | Baltimore (2)  | Teppich       | Guillermo Vilas | 6:3, 7:6           |
| 9.  | 27. Februar 1977   | Palm Springs   | Hartplatz     | Guillermo Vilas | 2:6, 6:1, 6:3      |
| 10. | 20. März 1977      | Washington (1) | Teppich (i)   | Bob Lutz        | 6:1, 6:2           |
| 11. | 27. März 1977      | Carlsbad       | Hartplatz     | Marty Riessen   | 6:3, 6:2           |
| 12. | 30. Oktober 1977   | Wien (1)       | Hartplatz     | Wojciech Fibak  | 6:1, 6:1           |
| 13. | 19. März 1978      | Washington (2) | Teppich (i)   | Rick Leach      | 6:3, 6:4           |
| 14. | 2. April 1978      | Dayton (2)     | Teppich       | Eddie Dibbs     | 2:6, 6:4, 7:6      |
| 15. | 23. April 1978     | Houston        | Sand          | Ilie Năstase    | 3:6, 6:2, 6:1      |
| 16. | 12. August 1979    | Columbus       | Sand          | Eddie Dibbs     | 6:3, 6:0           |
| 17. | 21. Oktober 1979   | Basel          | Hartplatz     | Johan Kriek     | 7:5, 6:1, 4:6, 6:3 |
| 18. | 16. Juni 1980      | Surbiton       | Rasen         | Sandy Mayer     | 6:3, 6:3           |
| 19. | 21. Juli 1980      | Washington     | Sand          | José Luis Clerc | 7:5, 4:6, 6:4      |
| 20. | 20. Oktober 1980   | Wien (2)       | Hartplatz     | Trey Waltke     | 6:2, 6:4, 6:3      |
| 21. | 27. Oktober 1980   | Paris (2)      | Teppich (i)   | Adriano Panatta | 4:6, 6:3, 6:1, 7:6 |
| 22. | 10. August 1981    | Stowe          | Hartplatz     | Tony Graham     | 6:3, 6:3           |
| 23. | 26. April 1982     | Tampa          | Hartplatz     | Mike Estep      | 6:7, 6:2, 6:4      |
| 24. | 18. Oktober 1982   | Wien (3)       | Hartplatz     | Bill Scanlon    | 6:1, 6:4, 6:0      |
| 25. | 17. Oktober 1983   | Wien (4)       | Hartplatz     | Mel Purcell     | 6:2, 6:3, 7:5      |

#### Finalteilnahmen
| Nr. | Datum              | Turnier           | Belag         | Finalgegner        | Ergebnis                |
| --- | ------------------ | ----------------- | ------------- | ------------------ | ----------------------- |
| 1.  | 7. Oktober 1973    | Fort Worth        | Hartplatz     | Eddie Dibbs        | 5:7, 2:6, 4:6           |
| 2.  | 17. November 1973  | Christchurch      | Hartplatz (i) | Fred Stolle        | 6:7, 4:6, 1:6           |
| 3.  | 16. Dezember 1973  | Kingston          | Hartplatz (i) | Ilie Năstase       | 1:6, 7:6, 3:6           |
| 4.  | 3. Februar 1974    | Dayton            | Teppich (i)   | Raúl Ramírez       | 1:6, 4:6, 6:7           |
| 5.  | 16. November 1974  | London            | Teppich (i)   | Jimmy Connors      | 2:6, 6:7                |
| 6.  | 20. April 1975     | Denver (1)        | Teppich (i)   | Jimmy Connors      | 3:6, 4:6                |
| 7.  | 20. April 1975     | Johannesburg (1)  | Hartplatz     | Harold Solomon     | 2:6, 4:6, 7:5, 1:6      |
| 8.  | 8. Februar 1976    | Richmond          | Teppich (i)   | Arthur Ashe        | 2:6, 4:6                |
| 9.  | 4. Oktober 1976    | San Francisco (1) | Teppich (i)   | Roscoe Tanner      | 6:4, 5:7, 1:6           |
| 10. | 29. November 1976  | Johannesburg (2)  | Hartplatz     | Harold Solomon     | 2:6, 7:6, 3:6, 4:6      |
| 11. | 6. März 1977       | Memphis           | Teppich (i)   | Björn Borg         | 4:6, 3:6, 6:4, 5:7      |
| 12. | 3. April 1977      | Los Angeles (1)   | Teppich (i)   | Stan Smith         | 4:6, 6:2, 3:6           |
| 13. | 6. März 1977       | Denver (2)        | Teppich (i)   | Björn Borg         | 5:7, 2:6                |
| 14. | 5. Juni 1977       | French Open       | Sand          | Guillermo Vilas    | 0:6, 3:6, 0:6           |
| 15. | 24. Juli 1977      | Washington        | Sand          | Guillermo Vilas    | 4:6, 5:7                |
| 16. | 14. August 1977    | Columbus (1)      | Sand          | Guillermo Vilas    | 2:6, 1:6                |
| 17. | 25. September 1977 | Los Angeles       | Hartplatz     | Guillermo Vilas    | 5:7, 6:3, 4:6           |
| 18. | 2. Oktober 1977    | San Francisco (2) | Teppich (i)   | Butch Walts        | 6:4, 3:6, 5:7           |
| 19. | 9. Oktober 1977    | Maui              | Hartplatz     | Jimmy Connors      | 2:6, 0:6                |
| 20. | 6. November 1977   | Paris             | Hartplatz (i) | Corrado Barazzutti | 6:7, 6:7, 7:6, 6:3, 4:6 |
| 21. | 24. September 1978 | Los Angeles (2)   | Teppich (i)   | Arthur Ashe        | 2:6, 4:6                |
| 22. | 18. Februar 1979   | Rancho Mirage     | Hartplatz     | Roscoe Tanner      | 4:6, 2:6                |
| 23. | 18. März 1979      | Washington        | Teppich (i)   | Roscoe Tanner      | 4:6, 4:6                |
| 24. | 15. März 1981      | Brüssel           | Teppich (i)   | Jimmy Connors      | 2:6, 4:6, 3:6           |
| 25. | 14. Juni 1981      | Queen’s Club      | Rasen         | John McEnroe       | 6:7, 5:7                |
| 26. | 25. Oktober 1981   | Wien              | Hartplatz (i) | Ivan Lendl         | 6:1, 0:6, 1:6, 2:6      |
| 27. | 8. August 1982     | Columbus (2)      | Hartplatz     | Jimmy Connors      | 5:7, 0:6                |
| 28. | 14. November 1982  | Wembley           | Teppich (i)   | John McEnroe       | 3:6, 2:6, 4:6           |

### Doppel

#### Turniersiege
| Nr. | Datum              | Turnier               | Belag         | Partner          | Finalgegner                       | Ergebnis                |
| --- | ------------------ | --------------------- | ------------- | ---------------- | --------------------------------- | ----------------------- |
| 1.  | 11. Februar 1973   | Philadelphia (1)      | Teppich       | Dick Stockton    | Roy Emerson Rod Laver             | 4:6, 6:3, 6:4           |
| 2.  | 20. Mai 1973       | Las Vegas             | Hartplatz     | Dick Stockton    | Ken Rosewall Fred Stolle          | 6:7, 6:4, 6:4           |
| 3.  | 7. Oktober 1973    | Fort Worth            | Hartplatz     | Dick Stockton    | Owen Davidson John Newcombe       | 7:6, 6:4                |
| 4.  | 3. Juni 1974       | Rom (1)               | Sand          | Raúl Ramírez     | Juan Gisbert Ilie Năstase         | 6:3, 6:2, 6:3           |
| 5.  | 25. August 1974    | South Orange          | Hartplatz     | Raúl Ramírez     | Anand Amritraj Vijay Amritraj     | 7:6, 6:7, 7:6           |
| 6.  | 26. Januar 1975    | Philadelphia (2)      | Teppich       | Raúl Ramírez     | Dick Stockton Erik van Dillen     | 3:6, 6:3, 7:6           |
| 7.  | 9. Februar 1975    | St. Petersburg        | Hartplatz     | Raúl Ramírez     | Charlie Pasarell Roscoe Tanner    | 6:4, 6:4                |
| 8.  | 23. Februar 1975   | Carlsbad              | Hartplatz     | Raúl Ramírez     | Charlie Pasarell Roscoe Tanner    | 7:5, 6:4                |
| 9.  | 30. März 1975      | Orlando               | Hartplatz     | Raúl Ramírez     | Colin Dibley Ray Ruffels          | 6:4, 6:4                |
| 10. | 4. Mai 1975        | World Doubles WCT (1) | Teppich       | Raúl Ramírez     | Mark Cox Cliff Drysdale           | 7:66, 6:75, 6:2, 7:66   |
| 11. | 11. Mai 1975       | Dallas                | Teppich       | Raúl Ramírez     | Bob Hewitt Frew McMillan          | 7:5, 6:3, 4:6, 2:6, 7:5 |
| 12. | 2. Juni 1975       | Rom (2)               | Sand          | Raúl Ramírez     | Jimmy Connors Ilie Năstase        | 6:4, 7:6, 2:6, 6:1      |
| 13. | 15. Juni 1975      | French Open (1)       | Sand          | Raúl Ramírez     | John Alexander Phil Dent          | 6:4, 2:6, 6:2, 6:4      |
| 14. | 24. August 1975    | Boston                | Sand          | Raúl Ramírez     | John Andrews Mike Estep           | 4:6, 6:3, 7:6           |
| 15. | 19. Oktober 1975   | Sydney                | Hartplatz (i) | Raúl Ramírez     | Ross Case Geoff Masters           | 6:4, 6:2                |
| 16. | 26. Oktober 1975   | Perth                 | Hartplatz     | Raúl Ramírez     | Ross Case Geoff Masters           | 2:6, 6:4, 6:4, 6:0      |
| 17. | 9. November 1975   | Tokio                 | Sand          | Raúl Ramírez     | Juan Gisbert Manuel Orantes       | 7:6, 6:4                |
| 18. | 10. Januar 1976    | Monterrey             | Teppich       | Raúl Ramírez     | Ross Case Geoff Masters           | 6:2, 4:6, 6:3           |
| 19. | 8. Februar 1976    | Richmond (1)          | Teppich       | Raúl Ramírez     | Arthur Ashe Tom Okker             | 6:4, 7:5                |
| 20. | 22. Februar 1976   | St. Louis             | Teppich       | Raúl Ramírez     | John Alexander Phil Dent          | 6:4, 6:2                |
| 21. | 14. März 1976      | Mexiko-Stadt          | Sand          | Raúl Ramírez     | Ismail El Shafei Brian Fairlie    | 6:4, 7:6                |
| 22. | 21. März 1976      | Jackson               | Teppich       | Raúl Ramírez     | Ross Case Geoff Masters           | 7:5, 4:6, 6:0           |
| 23. | 4. April 1976      | Caracas               | Sand          | Raúl Ramírez     | Jeff Borowiak Ilie Năstase        | 7:5, 6:4                |
| 24. | 30. Mai 1976       | Rom (3)               | Sand          | Raúl Ramírez     | Geoff Masters John Newcombe       | 7:6, 5:7, 6:3, 3:6, 6:3 |
| 25. | 3. Juli 1976       | Wimbledon             | Rasen         | Raúl Ramírez     | Ross Case Geoff Masters           | 3:6, 6:3, 8:6, 2:6, 7:5 |
| 26. | 26. Juli 1976      | Washington, D.C.      | Sand          | Raúl Ramírez     | Arthur Ashe Jimmy Connors         | 6:3, 6:3                |
| 27. | 8. August 1976     | North Conway (1)      | Sand          | Raúl Ramírez     | Ricardo Cano Víctor Pecci         | 6:3, 6:0                |
| 28. | 15. August 1976    | Indianapolis          | Sand          | Raúl Ramírez     | Fred McNair Sherwood Stewart      | 6:2, 6:2                |
| 29. | 19. September 1976 | Woodland              | Hartplatz     | Raúl Ramírez     | Phil Dent Allan Stone             | 6:1, 6:4, 5:7, 7:6      |
| 30. | 24. Oktober 1976   | Barcelona             | Hartplatz     | Raúl Ramírez     | Bob Hewitt Frew McMillan          | 7:6, 6:4                |
| 31. | 29. November 1976  | Johannesburg          | Hartplatz     | Sherwood Stewart | Juan Gisbert Stan Smith           | 1:6, 6:1, 6:2, 7:6      |
| 32. | 13. Februar 1977   | Miami                 | Sand          | Raúl Ramírez     | Paul Kronk Cliff Letcher          | 7:5, 6:4                |
| 33. | 22. Mai 1977       | Rom (4)               | Sand          | Raúl Ramírez     | Fred McNair Sherwood Stewart      | 6:7, 7:6, 7:5           |
| 34. | 5. Juni 1977       | French Open (2)       | Sand          | Raúl Ramírez     | Wojciech Fibak Jan Kodeš          | 7:6, 4:6, 6:3, 6:4      |
| 35. | 7. August 1977     | North Conway (2)      | Sand          | Raúl Ramírez     | Fred McNair Sherwood Stewart      | 7:5, 6:3                |
| 36. | 6. November 1977   | Paris (1)             | Hartplatz (i) | Raúl Ramírez     | Jeff Borowiak Roger Taylor        | 6:2, 6:0                |
| 37. | 5. März 1978       | Memphis (1)           | Teppich       | Raúl Ramírez     | Phil Dent John Newcombe           | 3:6, 7:6, 6:2           |
| 38. | 2. April 1978      | Dayton                | Teppich (i)   | Geoff Masters    | Hank Pfister Butch Walts          | 6:3, 6:4                |
| 39. | 4. Februar 1979    | Richmond (2)          | Teppich       | John McEnroe     | Ion Țiriac Guillermo Vilas        | 6:4, 6:3                |
| 40. | 12. August 1979    | Columbus (1)          | Sand          | Bob Lutz         | Tim Gullikson Tom Gullikson       | 4:6, 6:3, 7:6           |
| 41. | 26. August 1979    | Cincinnati            | Hartplatz     | Ilie Năstase     | Bob Lutz Stan Smith               | 1:6, 6:3, 7:6           |
| 42. | 31. Dezember 1980  | World Doubles WCT (2) | Teppich       | Raúl Ramírez     | Wojciech Fibak Tom Okker          | 3:6, 6:4, 6:4, 3:6, 6:3 |
| 43. | 23. März 1980      | Memphis (2)           | Hartplatz     | John McEnroe     | Rod Frawley Tomáš Šmíd            | 6:3, 6:7, 7:6           |
| 44. | 28. Juli 1980      | North Conway (3)      | Sand          | Jimmy Connors    | Kevin Curren Steve Denton         | 7:6, 6:2                |
| 45. | 10. August 1980    | Columbus (2)          | Sand          | Sandy Mayer      | Peter Fleming Eliot Teltscher     | 6:4, 6:2                |
| 46. | 8. September 1980  | Sawgrass (1)          | Sand          | Raúl Ramírez     | Bob Lutz Stan Smith               | 6:3, 6:2                |
| 47. | 23. März 1981      | Mailand               | Teppich       | Raúl Ramírez     | John McEnroe Peter Rennert        | 7:6, 6:3                |
| 48. | 15. Februar 1982   | La Quinta (1)         | Hartplatz     | Raúl Ramírez     | John Lloyd Dick Stockton          | 6:4, 3:6, 6:2           |
| 49. | 13. September 1982 | Sawgrass (2)          | Sand          | Raúl Ramírez     | Mark Edmondson Kim Warwick        | kampflos                |
| 50. | 31. Oktober 1982   | Paris (2)             | Hartplatz (i) | Bruce Manson     | Jay Lapidus Richard Meyer         | 6:3, 6:7, 6:2           |
| 51. | 22. November 1982  | Johannesburg          | Hartplatz     | Frew McMillan    | Shlomo Glickstein Andrew Pattison | 6:2, 6:2                |
| 52. | 27. Februar 1983   | La Quinta (2)         | Hartplatz     | Raúl Ramírez     | Tian Viljoen Danie Visser         | 6:3, 6:3                |
| 53. | 12. Juni 1983      | Queen’s Club          | Rasen         | Paul McNamee     | Kevin Curren Steve Denton         | 6:4, 6:3                |
| 54. | 5. August 1984     | North Conway (4)      | Sand          | Tomáš Šmíd       | Cássio Motta Blaine Willenborg    | 6:4, 6:2                |

#### Finalteilnahmen
| Nr. | Datum              | Turnier                     | Belag         | Partner          | Finalgegner                          | Ergebnis                |
| --- | ------------------ | --------------------------- | ------------- | ---------------- | ------------------------------------ | ----------------------- |
| 1.  | 12. August 1973    | Cincinnati                  | Sand          | Raúl Ramírez     | John Alexander Phil Dent             | 6:1, 6:7, 6:7           |
| 2.  | 4. November 1973   | Hongkong                    | Hartplatz     | Paul Gerken      | Colin Dibley Rod Laver               | 3:6, 7:5, 15:17         |
| 3.  | 31. März 1974      | Atlanta                     | Teppich (i)   | Dick Stockton    | Bob Lutz Stan Smith                  | 3:6, 6:3, 6:7           |
| 4.  | 14. April 1974     | Orlando                     | Hartplatz     | Dick Stockton    | Owen Davidson John Newcombe          | 6:7, 3:6                |
| 5.  | 26. Mai 1974       | Hamburg (1)                 | Sand          | Raúl Ramírez     | Jürgen Faßbender Hans-Jürgen Pohmann | 3:6, 3:6, 4:6           |
| 6.  | 21. Juli 1974      | Chicago                     | Teppich       | Raúl Ramírez     | Tom Gorman Marty Riessen             | 6:4, 3:6, 5:7           |
| 7.  | 22. September 1974 | Los Angeles                 | Hartplatz     | Raúl Ramírez     | Ross Case Geoff Masters              | 3:6, 2:6                |
| 8.  | 13. Oktober 1974   | Madrid                      | Sand          | Raúl Ramírez     | Patrice Dominguez Antonio Muñoz      | 1:6, 3:6                |
| 9.  | 27. Oktober 1974   | Teheran                     | Sand          | Raúl Ramírez     | Manuel Orantes Guillermo Vilas       | 6:7, 6:2, 2:6           |
| 10. | 3. November 1974   | Paris (1)                   | Hartplatz (i) | Raúl Ramírez     | Patrice Dominguez François Jauffret  | 5:7, 4:6                |
| 11. | 16. November 1974  | London                      | Teppich (i)   | Raúl Ramírez     | Jimmy Connors Ilie Năstase           | 6:3, 6:7, 3:6           |
| 12. | 2. Februar 1975    | Dayton                      | Teppich (i)   | Paul Gerken      | Ray Ruffels Allan Stone              | 6:7, 5:7                |
| 13. | 16. März 1975      | São Paulo                   | Teppich (i)   | Raúl Ramírez     | Ross Case Geoff Masters              | 7:65, 6:75, 6:76        |
| 14. | 23. März 1975      | Caracas                     | Hartplatz     | Raúl Ramírez     | Ross Case Geoff Masters              | 5:7, 6:4, 2:6           |
| 15. | 27. Juli 1975      | Washington (1)              | Sand          | Raúl Ramírez     | Bob Lutz Stan Smith                  | 5:7, 6:2, 1:6           |
| 16. | 12. Oktober 1975   | Melbourne                   | Sand          | Raúl Ramírez     | Ross Case Geoff Masters              | 4:6, 0:6                |
| 17. | 13. Juni 1976      | French Open (1)             | Sand          | Raúl Ramírez     | Fred McNair Sherwood Stewart         | 6:7, 3:6, 1:6           |
| 18. | 4. Oktober 1976    | San Francisco               | Teppich (i)   | Bob Hewitt       | Dick Stockton Roscoe Tanner          | 3:6, 4:6                |
| 19. | 31. Oktober 1976   | Wien (1)                    | Hartplatz (i) | Raúl Ramírez     | Bob Hewitt Frew McMillan             | 4:6, 0:4 aufgg.         |
| 20. | 21. November 1976  | Wembley (1)                 | Teppich (i)   | Wojciech Fibak   | Stan Smith Roscoe Tanner             | 6:7, 3:6                |
| 21. | 12. Dezember 1976  | Masters (Houston)           | Teppich (i)   | Raúl Ramírez     | Fred McNair Sherwood Stewart         | 3:6, 7:5, 7:5, 4:6, 4:6 |
| 22. | 20. März 1977      | Washington                  | Teppich (i)   | Raúl Ramírez     | Bob Lutz Stan Smith                  | 3:6, 5:7                |
| 23. | 11. September 1977 | US Open                     | Sand          | Raúl Ramírez     | Bob Hewitt Frew McMillan             | 4:6, 0:6                |
| 24. | 9. Oktober 1977    | Maui                        | Hartplatz     | Raúl Ramírez     | Bob Lutz Stan Smith                  | 6:7, 4:6                |
| 25. | 13. November 1977  | Stockholm                   | Hartplatz (i) | Raúl Ramírez     | Wojciech Fibak Tom Okker             | 3:6, 3:6                |
| 26. | 20. November 1977  | Wembley (2)                 | Teppich (i)   | Raúl Ramírez     | Sandy Mayer Frew McMillan            | 3:6, 6:7                |
| 27. | 7. Juli 1979       | Wimbledon Championships     | Rasen         | Raúl Ramírez     | Peter Fleming John McEnroe           | 6:4, 4:6, 2:6, 2:6      |
| 28. | 22. Juli 1979      | Washington (2)              | Sand          | Raúl Ramírez     | Marty Riessen Sherwood Stewart       | 6:2, 3:6, 4:6           |
| 29. | 21. Oktober 1979   | Basel                       | Hartplatz (i) | Raúl Ramírez     | Bob Hewitt Frew McMillan             | 3:6, 4:6                |
| 30. | 28. Oktober 1979   | Wien (2)                    | Hartplatz (i) | Raúl Ramírez     | Bob Hewitt Frew McMillan             | 4:6, 3:6, 1:6           |
| 31. | 20. Januar 1980    | Baltimore                   | Teppich (i)   | Frew McMillan    | Tim Gullikson Marty Riessen          | 6:2, 3:6, 4:6           |
| 32. | 27. Januar 1980    | Philadelphia (1)            | Teppich (i)   | Raúl Ramírez     | Peter Fleming John McEnroe           | 3:6, 6:7                |
| 33. | 3. Februar 1980    | Richmond (1)                | Teppich (i)   | Frew McMillan    | Fritz Buehning Johan Kriek           | 6:3, 3:6, 6:7           |
| 34  | 1. Juni 1980       | French Open (2)             | Sand          | Raúl Ramírez     | Victor Amaya Hank Pfister            | 6:1, 4:6, 4:6, 3:6      |
| 35. | 2. November 1980   | Paris (2)                   | Hartplatz (i) | Raymond Moore    | Paolo Bertolucci Adriano Panatta     | 4:6, 4:6                |
| 36. | 21. Dezember 1980  | Sydney                      | Rasen         | Vitas Gerulaitis | Paul McNamee Peter McNamara          | 2:6, 4:6                |
| 37. | 1. Februar 1981    | Philadelphia (2)            | Teppich (i)   | Raúl Ramírez     | Marty Riessen Sherwood Stewart       | 2:6, 2:6                |
| 38. | 8. Februar 1981    | Richmond (2)                | Teppich (i)   | Raúl Ramírez     | Tim Gullikson Bernard Mitton         | 6:3, 2:6, 3:6           |
| 39. | 16. August 1981    | Stowe                       | Hartplatz     | Bob Lutz         | Johan Kriek Larry Stefanki           | 6:2, 1:6, 2:6           |
| 40. | 2. Mai 1982        | Tampa                       | Hartplatz     | Hank Pfister     | Tim Gullikson Tom Gullikson          | 2:6, 3:6                |
| 41. | 9. Januar 1983     | WCT Doubles Finals (London) | Teppich (i)   | Raúl Ramírez     | Heinz Günthardt Balázs Taróczy       | 3:6, 5:7, 6:7           |
| 42. | 15. Mai 1983       | Hamburg (2)                 | Sand          | Mark Edmondson   | Heinz Günthardt Balázs Taróczy       | 6:7, 6:4, 4:6           |